# Централен комитет на Съюза на комунистите на Македония
Централният комитет на Съюза на комунистите на Македония, съкратено ЦК на СКМ, е висш ръководен орган на Съюза на комунистите на Македония, осъществяващ ръководството на партията между нейните конгреси.

## История
Македонската комунистическа партия е създадена през 1943 г. Тогава е избран съставът на първия централен комитет. След това съставът на ЦК се избира на конгресите на партията, като се започне от първия, проведен през 1948 г.
Партията е преименувана на Съюз на комунистите на Македония през 1952 г.

## Членове на ЦК
- Александър Гърличков (?), Ванчо Бурзевски (?), Димче Беловски (?), Павле Давков (?)

### Учредителен ЦК (1943)
- Лазар Колишевски (политически секретар), Мара Нацева (организационен секретар), Цветко Узуновски, Кузман Йосифовски - Питу (до 1944†), Страхил Гигов, Бане Андреев, Любчо Арсов (от 1944)

### След I конгрес на МКП (1948)
- Лазар Колишевски, Бане Андреев (до 1950), Златко Биляновски, Страхил Гигов, Мито Хадживасилев

### След II конгрес на СКМ (1953)
- Лазар Колишевски, Златко Биляновски, Страхил Гигов, Мито Хадживасилев

### След III конгрес на СКМ (1959)
- Лазар Колишевски, Златко Биляновски, Страхил Гигов, Мито Хадживасилев

### След IV конгрес на СКМ (1963)
- Мито Хадживасилев (секретар на ЦК, отговарящ за идеологическите въпроси, 1964 – 1967)

### След VI конгрес на СКМ (1974)
- Владимир Аневски, Методи Антов, Светлана Антоновска, Ванчо Апостолски, Апостол Арбелски, Йордан Арсов, Михайло Арсов, Славе Атанасовски, Петър Бендевски, Богоя Богоевски, Гоце Богоевски, Милка Божикова, Филип Брайковски, Боро Чаушев, Ангел Чемерски, Боро Денков, Стоян Димовски, Александър Донев, Дургут Едиповски, Ружа Гавоцанова, Йоце Георгиев, Славка Георгиева-Андреевич, Мирослав Георгиевски, Павле Георгиевски, Димитър Герасимовски, Иван Гиновски, Цветан Грозданов, Борче Илиевски, Шефкет Илязи, Есат Имери, Аница Якимова, Васил Йовановски, Мухамет Каба, Фахри Кая, Велян Камчев, Петър Караянов, Коста Кирязовски, Стоймир Китановски, Перо Колевски, Лиляна Куцулова-Маркова, Никола Кувенджиевски, Яков Лазароски, Веселинка Малинска, Вангел Мандиловски, Матея Матевски, Джафер Мемеди, Евзи Мет, Мито Мицайков, Петър Милков, Момчило Митров, Томе Момировски, Траян Моневски, Феми Муча, Борко Недановски, Тодор Невеселов, Никола Николовски, Паца Павловска, Ристо Петровски, Благоя Попов, Душко Поповски, Йован Реджовски, Сервет Салиу, Люпчо Самоников, Благое Силяновски, Видое Смилевски, Александър Спасов, Цена Спировска, Бошко Станковски, Благоя Станоевски, Луан Старова, Георги Стефанов, Делчо Стройков, Стоян Стойчевски, Чедомир Стойковски, Максим Стрезовски, Владо Сутиновски, Благоя Талески, Горка Талески, Душко Теодосиевски, Югослав Тодоровски, Бранко Търпеновски, Джемаил Вейсели, Душан Велкович[1], Ката Лахтова (от 1976)

### След VII конгрес на СКМ (1978)
- Томе Буклевски, Мирко Буневски, Магдалена Царулеска, Боро Чаушев, Ангел Чемерски, Инаджет Даути, Боро Денков, Стеван Димевски, Стоян Димовски, Ружа Дявонакова, Ванчо Георгиевски, Милорад Дьорески, Александър Донев, Томе Дракулевски, Дургут Едиповски, Славка Фиданова, Глигор Гецевски, Джевад Гега, Стефка Георгиевска, Мирослав Георгиевски, Славка Георгиева-Андреевич, Димитър Герасимовски, Иван Гиновски, Трайче Груйоски, Нанко Илиевски, Шефкет Илязи, Есат Инери, Бошко Якоски, Предраг Яконовски, Младен Йосефски, Тодор Йовановски, Здравко Каев, Фахри Кая, Дрита Карахасан-Бошковска, Петър Караянов, Борислав Каранфилски, Бранка Колевска, Икмет Кривца, Никола Кувенджиески, Ката Лахтова (до 1980), Яков Лазароски, Лиляна Куцулова-Маркова, Кръсте Марковски, Евзи Мемети, Мито Мицайков, Боро Мицов, Георги Михайловски, Слободан Милевски, Салтир Митров, Станко Младеновски, Феми Муча, Димче Найдов, Лазар Нанев, Борко Недановски, Тодор Невеселов, Милан Панчевски, Симка Павлеска, Наум Пейов, Томислав Петрушевски, Благой Попов, Душко Поповски, Стоймир Поповски, Дьока Пройчевски, Миле Рузиновски, Сервет Салиу, Люпчо Самоников, Иван Серафимов, Благоя Силяновски, Иван Силяноски, Видое Смилевски, Владимир Станкович, Бошко Станковски, Зорица Стефановска, Йован Стояновски, Стоян Стойчевски, Чедомир Стойковски, Максим Стрезовски, Бранко Шумански, Милка Такева-Григориевич, Благоя Талески, Борка Талески, Киро Ташковски, Невена Тилева, Югослав Тодоровски, Никола Тодоровски, Снежана Тофиловска, Джемаил Вейсели, Душан Велкович, Драган Захариевски[2].

### След VIII конгрес на СКМ (1982)
- Реджеп Алили, Мустафа Амитов, Раде Ангелски, Милорад Антевски, Светлана Антоновска, Трайко Апостоловски, Йордан Арсов, Лимонка Арсовска, Борис Атанасовски, Тодор Атанасовски, Костадин Аврамчев, Иван Аврамовски, Насип Бекири, Кочо Битоляну, Георги Божиков, Трайче Галев, Марица Чаловска-Анчевска, Катица Джулавкова, Йован Данилов, Фируз Демир, Ментор Дервиши, Георги Димировски, Иле Георгиев, Александър Донев, Томе Дракулевски, Васка Дуганова, Методия Душковски, Ристо Джунов, Здравко Фончев, Марица Георгиевска, Мирослав Георгиевски, Стефан Георгиевски, Глигорие Гоговски, Мехмет Хасанаговски, Живко Христовски, Милан Хорват, Кръсте Ивановски, Любисав Ивановски, Муртен Яаяага, Фуад Яшари, Гьоре Йосимовски, Киро Йовановски, Пандо Йовановски, Петър Калайджийски, Дрита Карахасан-Бошковска, Петър Караянов, Борислав Каранфилски, Тихомир Кондев, Блаже Конески, Йосип Кърнинов, Душанка Кръстева, Яков Лазароски, Панче Марковски, Кръсте Марковски, Даут Мехмети, Панче Михайлов, Ламбе Михайловски, Драгица Милановска, Станко Младеновски, Феми Муча, Реджо Муслиоски, Илкер Мустафа, Ажби Мустафай, Александра Нака, Душан Николовски, Янко Обочки, Йово Панайотович, Милан Панчевски, Симка Павлеска, Лепосава Петровска-Галевска, Яким Петровски, Методия Петровски, Йордан Попйорданов, Урания Попоска, Идриз Рамадани, Кирил Ристески, Атанас Ристов, Салип Салиу, Боривое Салтиров, Тихомир Шарески, Магдалена Сарламанова, Ясминка Силяновска, Светозар Скарич, Димитър Солев, Андрей Спасов, Раде Спасовски, Йордан Сребренов, Бошко Станковски, Драголюб Ставрев, Александър Стояновски, Спирко Стойчевски, Югослав Тодоровски, Миле Траяновски, Ружа Трайковска, Неделко Трайковски, Васил Тупурковски, Георги Узуновски, Александър Варналиев, Любомир Варошлия, Цветко Веляновски, Петър Вероновски, Драган Захариевски, Захарие Заков, Азем Зулфикяри.[3]

### След IX конгрес на СКМ (1986)
- Абдулнади Адеми, Мустафа Алусевски, Александър Андоновски, Борис Андоновски, Апостол Арбелски, Стоян Аспровски, Живко Атанасовски, Бранко Азески, Ката Брайковска, Марица Георгиевска, Мирослав Георгиевски, Петре Георгиевски, Евгенко Глигоров, Весела Гогова, Глигорие Гоговски, Петър Гошев, Душко Груевски, Анка Гуровска, Владо Ивановски, Муртен Яаяага, Любомир Якимовски, Иляз Якупи, Любица Янеслиева, Милан Йовановски, Пандо Йовановски, Петър Каладжийски, Блаже Конески, Васил Костойчиновски, Яков Лазароски (секретар на ЦК), Ристо Лазаров, Лязам Лязами, Зора Манасиева, Гълъба Манойлова, Мариян Матевски, Агим Мифтари, Борис Михайловски, Ламбе Михайловски, Драгица Милановска, Трайко Мисковски, Ванчо Младенов, Фахрие Морина, Илкер Мустафа, Александра Нака, Илия Насов, Тоде Насов, Томе Наумовски, Гога Николовски, Кицо Нонковски, Борка Новеска, Радослав Огняновски, Душан Остойч, Ванчо Чифлиганец, Душко Цветковски, Михаил Данев, Мице Димески, Георги Димировски, Спасена Димовска, Радивое Димовски, Тайче Джалев, Панко Еленов, Таки Фити, Йордан Панов, Александър Петрески, Методия Петровски, Траян Петровски, Донка Плякова, Столе Попов, Идриз Рамадани, Весели Рамизи, Славица Ристевска, Драган Ристевски, Александър Ристовски, Цвета Рунтевска, Медин Сакари, Миле Сапкалиевски, Тихомир Шарески, Весна Селмани, Виолета Сердюк, Светозар Скарич, Петко Смилков, Ленка Софрониевска, Любо Станойкович, Вулнет Старова, Драголюб Ставрев, Любомир Стефановски, Драги Стоилковски, Илия Танев, Ристо Танев, Кръстана Тасевска, Мирче Томовски, Йосиф Тосевски, Томислав Трайчевски, Йосиф Трифуновски, Димитрие Търпеновски, Бранка Урдаревич, Александър Варналиев, Томе Великов, Цветко Веляновски, Раде Веляновски, Менди Вилиу, Весна Витанова, Миляна Вучкович, Живко Заев[4].

### След X конгрес на СКМ (1989)
- Петър Гошев (секретар на ЦК)

## Секретари на ЦК
1. Лазар Колишевски (март 1943 – юли 1963)
2. Кръсте Цървенковски (юли 1963 – март 1969)
3. Ангел Чемерски (март 1969 – май 1982)
4. Кръсте Марковски (май 1982 – 5 май 1984)
5. Милан Панчевски (5 май 1984 – юни 1986)
6. Яков Лазароски (юни 1986 – 1989)
7. Петър Гошев (1989 – април 1991)